# Intelsat 708
Intelsat 708 – satelita łącznościowy, który miał zostać wyniesiony na orbitę geostacjonarną i być obsługiwany przez organizację Intelsat. Statek został zniszczony podczas startu w eksplozji rakiety nośnej. Wybuch zabił 6 osób, 57 ranił. Zniszczeniu uległ cały ładunek. Awaria rakiety wywołała również spięcie polityczne między Chinami a USA.

## Opis misji
Intelsat 708 został zbudowany przez firmę Space Systems/Loral, na platformie FS-1300, i wystrzelony chińską rakietą Chang Zheng 3B z chińskiego kosmodromu Xichang, 14 lutego 1996. Podczas startu doszło do awarii rakiety nośnej. Dwie sekundy po oderwaniu się od ziemi dziób rakiety zaczął pochylać się w dół i odchylać w bok z kursu. Do 22. sekundy lotu pochylenie w dół rosło, aż rakieta wybuchła (z mocą 20 – 50 ton trotylu) spadając na pobliską wioskę. Oficjalne źródło chińskie (agencja Xinhua) podało, że zginęło 6 osób, a 57 zostało rannych. Inne źródła podawały znacznie wyższą liczbę ofiar (nawet do 100 śmiertelnych). Dwoje z zabitych było starszymi inżynierami China Aerospace Science and Technology Corporation.

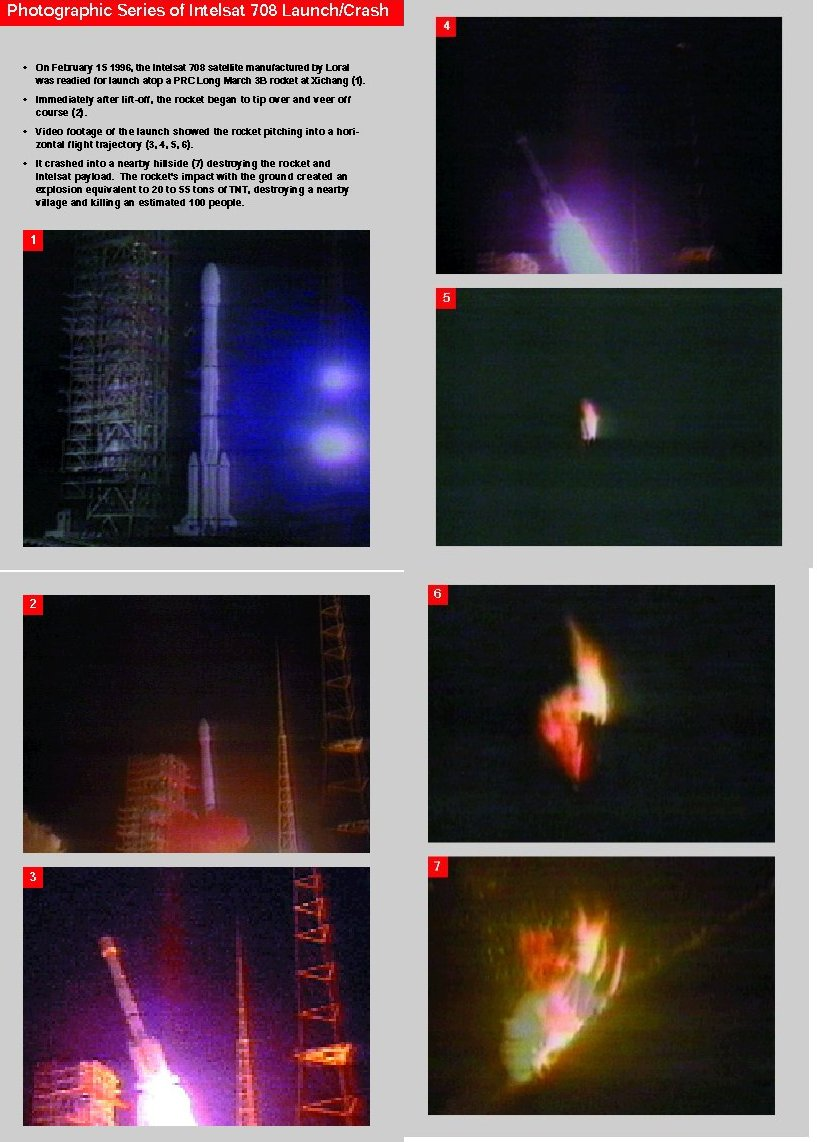
Sekwencja zdjęć pokazująca przebieg feralnego startu rakiety CZ-3B. Od startu do eksplozji o zbocze wzgórza mijają 22 sekundy.

Tego samego dnia główny projektant rakiety nośnej powołał komisję do zbadania przyczyn tragedii. Interpretacja i analiza danych telemetrycznych wskazuje, że była ona skutkiem błędów w systemie nawigacji inercyjnej – awaria miała podłoże mechaniczne albo elektryczne.
Ponieważ Intelsat 708 zawierał wyrafinowane systemy łączności i kodowania informacji, a części szczątków statku nigdy nie odnaleziono (mogły zostać przechwycone przez rząd Chin), Intelsat i administracja prezydenta Billa Clintona zostali skrytykowani za prawdopodobny wyciek zaawansowanych technologii do Chin. Pracownicy wytwórcy satelity zostali dopuszczeni do wraku statku dopiero kilka godzin po katastrofie. Urządzeń kodujących nigdy nie znaleziono. Podejrzenia co do tego pociągnęły za sobą wszczęcie śledztwa przez Kongres USA. W 2002 amerykański Departament Stanu, w związku z katastrofą Intelsata 708 i wcześniejszą katastrofą satelity APSTAR 2, oskarżył firmy Hughes Electronics i Boeing Satellite Systems o pogwałcenie zakazów związanych z kontrolą eksportu.